# Salticus austinensis
Salticus austinensis är en spindelart som beskrevs av Willis J. Gertsch 1936. Salticus austinensis ingår i släktet Salticus och familjen hoppspindlar. Inga underarter finns listade i Catalogue of Life.